# Anan Ben David
Anan Ben David (hebrejsko ענן בן דוד), začetnik verske ločine Karaitov.
Datum rojstva in smrti Anana Ben Davida ni znan, živel pa je v drugi polovici 7. stoletja. Verska ločina Karaitov se je odcepila od judovskega gibanja zaradi nepriznavanja pomena ustne Tore. 
Pod svojim vodstvom je zbral odtujence babilonskih Judov in različne ločine, ki so nasprotovale rabinskemu judaizmu.
Podpiral je asketski način življenja, njegova razlaga Halake pa ni dovoljevala gorenja svetilk ali ognja ob času šabata. Kot preroka Arabcev je sprva zmerno podpiral Mohameda, za preroka pa je imel tudi Jezusa. 